# کوه شامپاکی
کوه شامپاکی (به اسپانیایی: Champaquí) یک کوه در آرژانتین است که در استان کوردوبا، آرژانتین واقع شده‌است. کوه شامپاکی ۲٬۸۸۴ متر بالاتر از سطح دریا واقع شده‌است.